# Springfield (Ohio)
Springfield – miasto w Stanach Zjednoczonych, w stanie Ohio, nad rzeką Mad, w zespole miejskim Dayton-Springfield. Około 65,3 tys. mieszkańców. Springfield jest stolicą hrabstwa Clark.

## Miasta partnerskie
- Serbia: Kragujevac
- Australia: City of Casey
- Rumunia: Pitești
- Niemcy: Wittenberga